# Saud Filipović
Saud Filipović (Banja Luka, 17. kolovoza) 1955. bošnjački bosanskohercegovački političar i pravnik, poznat po tome što je prvi legitimni bošnjački ministar u Vladi Republike Srpske u periodu od 2003. – 2005.

## Životopis
Saud Filipović rođen je u Banja Luci. Osnovnu i srednju školu završio je u Prijedoru. Nakon toga pohađao je Pravni fakultet u Zagrebu na kojem je diplomirao.
Početkom 1990-ih postao je član SDA. Sekretar Vlade Unsko-sanske županije postao je 2002. Iduće godine izabran je za ministra pravde u Vladi RS. Nakon kraja mandata radio je kao privatni odvjetnik i pravnik.